# 卡德納佐

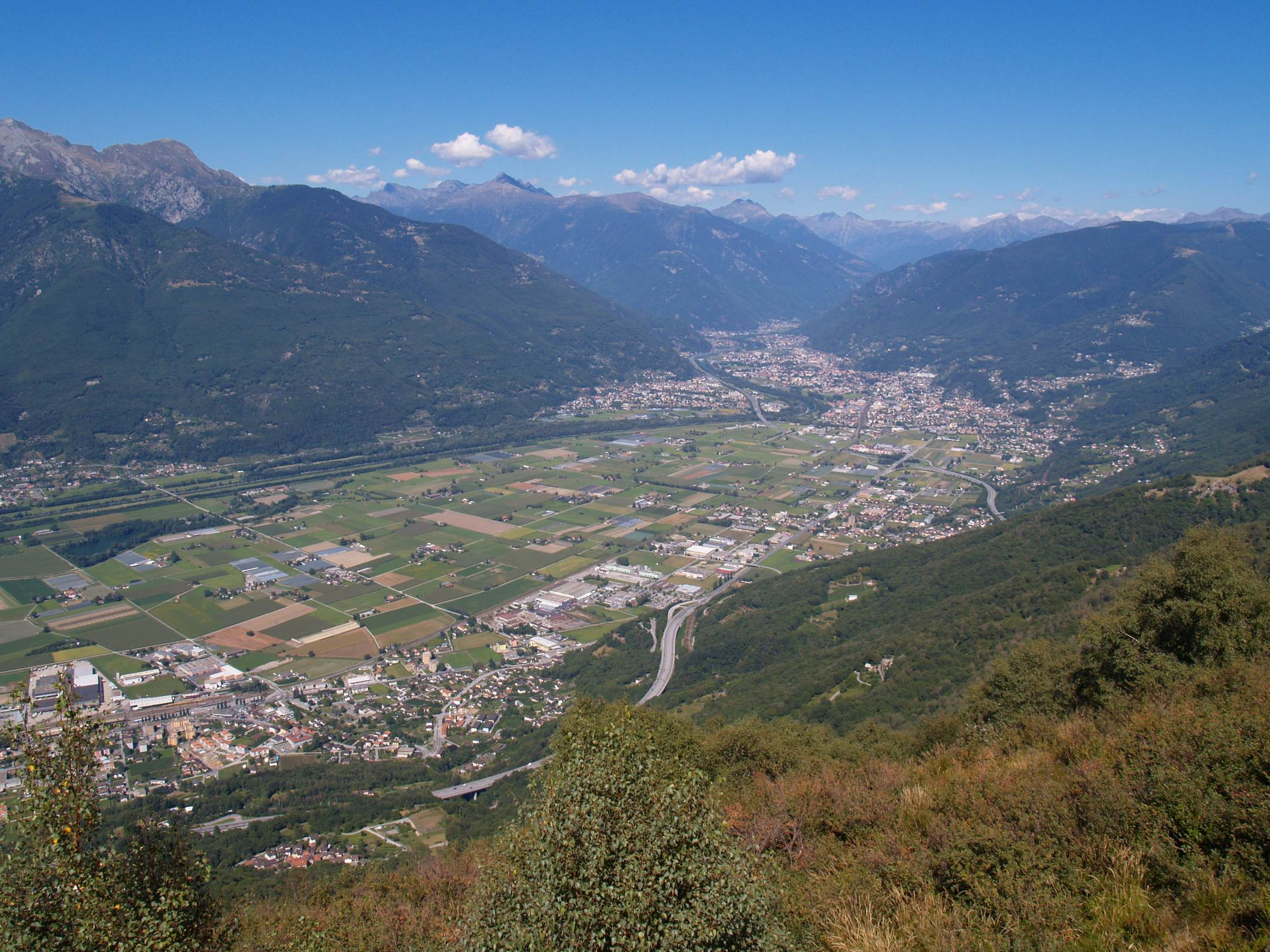

卡德納佐是瑞士的城鎮，位於該國南部，由提契諾州負責管轄，面積8.37平方公里，海拔高度215米，2011年人口2,401，七成半人口信奉羅馬天主教，人口密度每平方公里287人。

## 外部連結
- Official website （意大利文）